# يومي كاكازو
يومي كاكازو (かかずゆみ كاكازو يومي, الكتابة الحقيقية لاسمها:嘉数由美) هي مؤدية أصوات يابانية ولدت في 18 يونيو 1973 في محافظة سايتاما.

## أدوارها في الأنمي

### مسلسلات أنمي تلفزيونية
- بليتش - ريرين، جينا
- إينيشال دي - سايوكي
- إينيشال دي Fifth Stage - سايوكي
- نزيل الظلام - ماكي
- هيكارو نو غو - أكاري فوجيساكي
- إينوياشا - أيامي
- تسوكيهيمي: أسطورة القمر - هيسوي
- خيميائي الفولاذ - لايرا
- لافليس - ياماتو ناكانو
- حفيد نوراريهيون - كيجورو
- حفيد نوراريهيون: عاصمة العفاريت - كيجورو
- الغبي والاختبار والوحش المستدعى - يوكو تاكاهاشي
- الغبي والاختبار والوحش المستدعى اثنان! - يوكو تاكاهاشي
- أرشيف دانتاليان - فيولا
- سيكريد سفن - والدة روري أيبا
- إسأل دكتورة رين! - بانري شيجو
- ديفل ماي كراي - سيندي
- ماين ليب - روبرتين
- طوكيو ميو ميو - مينت أيزاوا
- رازيفون - هيروكو أساهينا
- ما بعد الحرب جاندام إكس - سارا تايرل
- فايت/كاليد لاينر بريزما إليا دراي!! - سافاير
- كذبتك في أبريل - والدة إمي إيغاوا
- دورايمون (مسلسل 2005) - شيزوكا ميناموتو

### أوفا أنمي
- الغبي والاختبار و الوحش المستدعى: مهرجان - يوكو تاكاهاشي

### أفلام أنمي
- فاينل فانتسي 7 أدفنت تشيلدرن - يوفي كيساراغي
- إينيشال دي Third Stage - سايوكي
- رازيفون: التنوع التعددي - هيروكو أساهينا
- ستاند باي مي دورايمون - شيزوكا ميناموتو

## أدوارها في ألعاب الفيديو
- تيلز أوف فرسس - نانالي فليتش
- سلسلة كينجدوم هارتس
  - كينجدوم هارتس - يوفي كيساراغي
  - كينجدوم هارتس 2 - يوفي كيساراغي

## وصلات خارجية
- يومي كاكازو على موقع IMDb (الإنجليزية)
- يومي كاكازو على موقع ميوزك برينز (الإنجليزية)
- يومي كاكازو على موقع قاعدة بيانات الفيلم (الإنجليزية)
- يومي كاكازو على موقع ANN person (الإنجليزية)